# Saurita perspicua
Saurita perspicua är en fjärilsart som beskrevs av William Schaus 1905. Saurita perspicua ingår i släktet Saurita och familjen björnspinnare. Inga underarter finns listade.